# Fuldstændigt metrisk rum
I matematisk analyse kaldes et metrisk rum, M, fuldstændigt (eller Cauchy), hvis enhver Cauchyfølge af punkter i M har en grænseværdi, der også ligger i M.
Intuitivt kan man betragte fuldstændige rum som rum, der ikke "mangler" punkter (i det indre eller på kanten). For eksempel er mængden af rationale tal ikke fuldstændigt, fordi {\displaystyle {\sqrt {2}}} "mangler" i rummet, selvom man kan konstruere en Cauchyfølge af rationale tal, der konvergerer mod det (se eksemplet nedenfor). Det er altid muligt at "udfylde hullerne", hvilket fører til begrebet fuldstændiggørelse af et givent rum.

## Eksempler
Rummet Q af rationale tal med den sædvanlige metrik (givet ved den absolutte værdi), er ikke fuldstændigt. Betragt for eksempel er følgen defineret ved x1 := 1 og xn+1 := xn/2 + 1/xn. Denne ses at være en Cauchyfølge af rationale tal, men den konvergerer ikke mod en rational grænse: En sådan grænse, x, ville have den egenskab, at x² = 2, men ingen rationale tal har denne egenskab (se irrationale tal). Betragtet som en følge af reelle tal, vil følgen dog konvergere mod det irrationale tal {\displaystyle {\sqrt {2}}}, kvadratroden af 2.
Det åbne interval (0,1), igen med den sædvanlige metrik, er heller ikke fuldstændigt. Følgen (1/2, 1/3, 1/4, ...) er Cauchy, men den har ikke en grænseværdi i rummet. Omvendt er det lukkede interval [0,1] fuldstændigt, og følgen ovenfor har grænseværdien 0 i dette interval.
Rummet R af reelle tal og rummet C af komplekse tal (med metrikken givet ved absolutværdi hhv. kompleks modulus) er eksepmler på fuldstændige rum, og det samme er det euklidiske rum Rn. Generelt kaldes et normeret vektorrum, der er fuldstændigt, for et Banachrum.
Rummet Qp af p-adiske tal er fuldstændigt for ethvert primtal p. Rummet fuldstændiggør Q med den p-adiske metrik på samme måde, som R fuldstændiggør Q med den sædvanlige metrik.

## Resultater og egenskaber
Ethvert kompakt metrisk rum er fuldstændigt. Faktisk er et metrisk rum if. Heine-Borels sætning kompakt hvis og kun hvis det er fuldstændigt og prekompakt.
En lukket delmængde af et fuldstændigt rum er selv fuldstændigt. Omvendt er en fuldstændig delmængde af et metrisk rum lukket.
Hvis X er en mængde og M er et fuldstændigt metrisk rum, er mængden B(X,M) af alle begrænsede funktioner f fra X til M et fuldstændigt metrisk rum. Her defineres metrikken i B(X,M) ved
{\displaystyle d(f,g):=\sup \left\{\,d(f(x),g(x))\mid x\in X\,\right\},}
for f og g i B(X,M). Hvis X er et topologisk rum og M er et fuldstændigt metrisk rum, er mængden Cb(X,M) af kontinuerte begrænsede funktioner f fra X til M et lukket underrum af B(X,M) og dermed fuldstændigt.
Baires kategorisætning siger, at ethvert fuldstændigt metrisk rum er et Bairerum. Det vil sige, at det indre af en forening af tælleligt mange intetsteds tætte delmængder af rummet er tom.